# Ton N. Schumacher
Ton N. Schumacher (eigentlich Antonius Nicolaas Maria Schumacher; * 8. April 1965 in Heemskerk) ist ein niederländischer Krebsforscher an der Universität Leiden und am Nederlands Kanker Instituut. 
Schumacher ist für seine Arbeiten zur Immunantwort bei Tumorerkrankungen bekannt, insbesondere dazu, wie Immunzellen Neoantigene erkennen. 

## Leben
Schumacher erwarb 1988 an der Universität Amsterdam einen Master in medizinischer Biologie und 1992 bei Hidde Ploegh am Nederlands Kanker Instituut (NKI) in Amsterdam mit einer Arbeit zur Antigenpräsentation (Interactions of MHC class I molecules with antigenic peptides) einen Ph.D. in Biochemie. Als Postdoktorand arbeitete er bei Peter Kim am Whitehead-Institut für biomedizinische Forschung (Massachusetts Institute of Technology).
Seit 1996 ist er wieder am NKI. Hier ist er heute (Stand Anfang 2021) Forschungsgruppenleiter, von 2012 bis 2016 war er stellvertretender Direktor. Seit 2005 hat er zusätzlich eine Professur für Immunotechnologie an der Universität Leiden inne. 
Schumacher hat laut Google Scholar einen h-Index von 112, laut Datenbank Scopus einen von 97 (jeweils Stand Juni 2024).

## Auszeichnungen (Auswahl)
- 2010 Mitglied der European Molecular Biology Organization[3]
- 2015 Meyenburg-Preis[4]
- 2016 William B. Coley Award[5]
- 2017 Mitglied der Academia Europaea[6]
- 2020 Stevin-Preis[7][8]
- 2021 Louis-Jeantet-Preis für Medizin[9]
- 2021 Mitglied der Königlich Niederländischen Akademie der Wissenschaften[10]